# Maurice Gufflet
Henri Napoléon Marie Maurice Gufflet est un skipper français né le 15 août 1863 à Port-Louis (Maurice) et mort le 22 avril 1915 à Bordeaux (Gironde). Son frère Robert Gufflet est aussi un skipper.

## Carrière
Maurice Gufflet participe aux Jeux olympiques d'été de 1900 qui se déroulent à Paris.
À bord de Gitana, il dispute les deux courses de classe 3 – 10 tonneaux. Il remporte la médaille d'argent à l'issue de la seconde course et termine troisième de la première course, qui n'est pas reconnue par le Comité international olympique (CIO).